# Taekwondo ai Giochi della XXXII Olimpiade
Le prove di taekwondo ai Giochi della XXXII Olimpiade si sono svolte complessivamente tra il 24 e il 27 luglio 2021 al Makuhari Messe di Tokyo. Il programma ha previsto 8 eventi, di cui quattro maschili e quattro femminili.

Makuhari Messe

## Qualificazioni
Sono stati ammessi ai giochi 128 atleti, 64 uomini e 64 donne, di cui 16 per ogni categoria. Ogni nazione ha avuto diritto ad una rappresentanza di un massimo di quattro atleti, due per ogni genere. Ciò significa che ogni nazione ha potuto competere in non più di quattro degli otto eventi in programma. Quattro posti sono stati riservati di diritto al Giappone in qualità di Paese ospitante, mentre altri quattro destinati ad inviti. I restanti 120 posti son stati stabiliti tramite tornei qualificatori.

## Calendario
| Uomini | 58 kg | 68 kg | 80 kg | +80 kg | 4 |
| Donne  | 49 kg | 57 kg | 67 kg | +67 kg | 4 |
| Totale | 2     | 2     | 2     | 2      | 8 |

|  | Finali |

## Podi

### Uomini
| Evento                  | Oro              | Argento                 | Bronzo                     |
| fino a 58 kg (dettagli) | Vito Dell'Aquila | Mohamed Khalil Jendoubi | Michail Artamonov Jang Jun |
| fino a 68 kg (dettagli) | Ulugbek Rashitov | Bradly Sinden           | Hakan Reçber Zhao Shuai    |
| fino a 80 kg (dettagli) | Maksim Chramcov  | Saleh Al-Sharabaty      | Toni Kanaet Seif Eissa     |
| oltre 80 kg (dettagli)  | Vladislav Larin  | Dejan Georgievski       | In Kyo-don Rafael Alba     |

### Donne
| Evento                  | Oro                    | Argento                 | Bronzo                            |
| fino a 49 kg (dettagli) | Panipak Wongpattanakit | Adriana Cerezo-Iglesias | Avishag Semberg Tijana Bogdanović |
| fino a 57 kg (dettagli) | Anastasija Zolotic     | Tat'jana Kudašova       | Lo Chia-ling Hatice Kübra İlgün   |
| fino a 67 kg (dettagli) | Matea Jelić            | Lauren Williams         | Ruth Gbagbi Hedaya Wahba          |
| oltre 67 kg (dettagli)  | Milica Mandić          | Lee Da-bin              | Bianca Walkden Althéa Laurin      |

## Medagliere
| Pos.   | Paese              | Oro | Argento | Bronzo | Totale |
| ------ | ------------------ | --- | ------- | ------ | ------ |
| 1      | ROC                | 2   | 1       | 1      | 4      |
| 2      | Croazia            | 1   | 0       | 1      | 2      |
| 2      | Serbia             | 1   | 0       | 1      | 2      |
| 4      | Italia             | 1   | 0       | 0      | 1      |
| 4      | Stati Uniti        | 1   | 0       | 0      | 1      |
| 4      | Thailandia         | 1   | 0       | 0      | 1      |
| 4      | Uzbekistan         | 1   | 0       | 0      | 1      |
| 8      | Gran Bretagna      | 0   | 2       | 1      | 3      |
| 9      | Corea del Sud      | 0   | 1       | 2      | 3      |
| 10     | Giordania          | 0   | 1       | 0      | 1      |
| 10     | Macedonia del Nord | 0   | 1       | 0      | 1      |
| 10     | Spagna             | 0   | 1       | 0      | 1      |
| 10     | Tunisia            | 0   | 1       | 0      | 1      |
| 14     | Egitto             | 0   | 0       | 2      | 2      |
| 14     | Turchia            | 0   | 0       | 2      | 2      |
| 16     | Cina               | 0   | 0       | 1      | 1      |
| 16     | Costa d'Avorio     | 0   | 0       | 1      | 1      |
| 16     | Cuba               | 0   | 0       | 1      | 1      |
| 16     | Francia            | 0   | 0       | 1      | 1      |
| 16     | Israele            | 0   | 0       | 1      | 1      |
| 16     | Taipei cinese      | 0   | 0       | 1      | 1      |
| Totale | Totale             | 8   | 8       | 16     | 32     |